# Jean Pierre Rousselet
Pour les articles homonymes, voir Rousselet.
Jean Pierre Rousselet est un maître écrivain et enlumineur français, originaire de Liège, actif à Paris vers 1677-1736. On ignore s'il a un lien de famille avec le graveur Gilles Rousselet. Rousselet s’est parfois associé à des artistes miniaturistes de renom, tel Pierre-Antoine Patel comme en témoigne le Collectarium à l'usage de l'église Saint-Paul de Paris, peint et calligraphié en 1698 (non localisé).

## Œuvres

### Manuscrits profanes
- Le Labyrinthe de Versailles. Manuscrit in-8° sur papier avec initiales à l'or, orné de 40 figures de jeux d'eau et de perspectives de Sébastien Leclerc, peintes en miniature par Jacques Bailly, avec 39 fables en quatrains d'Isaac de Benserade. Reliure de maroquin rouge aux armes royales. Exemplaire de présent à Louis XIV, qui s'inspire du labyrinthe dessiné par André Le Nôtre en 1665 dans le Petit parc du château de Versailles. Paris : Musée des Beaux-Arts (collection Dutuit, prov. collections Renouard et Baron Pichon).
- Exercice et détail général de toutes les manœuvres qui se font à la mer, par M. le chevalier de Tourville en 1681. Manuscrit sur vélin petit in-4°, reliure de maroquin rouge aux armes du comte de Toulouse. Texte de Anne Hilarion de Costentin de Tourville, orné d'encadrements, de fleurons et d'initiales. Chantilly MC : Ms. 364 (prov. Armand Cigongne, puis duc d'Aumale).

### Manuscrits religieux

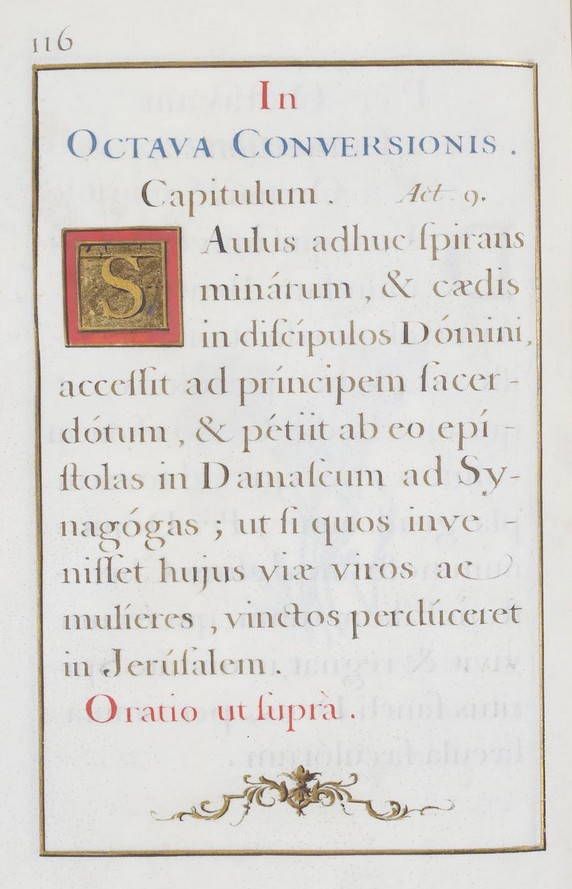
Une page du Collectaire pour l'église Saint-Paul de Paris (1698), attribué à Rousselet (Paris, Musée des AN).

#### Manuscrits liturgiques
- Liber epistolarum ad usum ecclesiae parochialis ac regiae Versalliensis. Impendiis Societatis Rosarii, 1725. Manuscrit in-folio sur vélin écrit en lettre ronde, avec miniatures encadrées, lettres ornées et culs-de-lampe en bouquets de fleurs. Attribué à Rousselet sur la base du travail et de la ressemblance avec les Prières de la messe offertes à Marie Leszczyńska par Louis XV. Versailles, musée Lambinet (prov. coll. Rothschild). Cf. Portalis 1897, n° p. 39.
- Codex epistolarum in praecipuis anni festivatibus ad usum sacelli Sorbonici. Anno domini MDCCXXVIII. Manuscrit in-folio sur vélin, avec titre à encadrement, lettres historiées et culs-de-lampe en bouquets de fleurs. Attribué à Rousselet en raison de la proximité avec l'Epistolier de Versailles de 1725. (Bibliothèque historique de la Ville de Paris, 4-MS-RES-013)
- Liber evangeliorum ad usum ecclesiae... [le reste identique].

Ces deux volumes figuraient dans le fonds du libraire américain H.P. Kraus. Le premier a été vendu (Cat. 159 n° 22, 1981) et semble correspondre au manuscrit Inv.97-2-1 du musée Lambinet (Versailles) (1 reproduction dans la base de la Rmn). Le second a été vendu par Sotheby's le 4 décembre 2003 (voir ici) lors de la vente du fonds Kraus. 
- Office de la Sainte Chapelle. Manuscrit en deux volumes in-folio, daté 1698 et signé de Rousselet. Ornementé avec des miniatures. Non localisé. Prov. Dom Claude Chabiot, Louis-Craslon Fleuriau. Cité par Michaud dans sa Biographie universelle, notice Rousselet.
- Liber psalmorum. Manuscrit calligraphié par J. P. Rousselet, 1693. Paris BNF (Mss.) : Ms. latin 17964.
- Collectaire de l'église de Saint Paul de Paris, datable de 1698, sur vélin. Frontispice, cartouche et lettrines enluminés. Calligraphie attribuée à Rousselet. Paris, Musée des Archives nationales : AE/II/1849/ter. Partiellement numérisé sur Archim.
- Ceremoniale Carmelitarum excalceatorum convenus Visitationis Burdigalensis. J.P. Rousselet fecit M.DCC.XXXVI. Bordeaux BM : Ms. 101. Petit in-folio, 43 feuillets, reliure élaborée à la dentelle et aux armes des Carmes déchaussés, avec coins d'argent. Reproductions dans la BNSA. Il s'agit d'un des chefs-d'œuvre de Rousselet, à la fois comme calligraphe et comme enlumineur.
- Cérémonial des vestures et professions à l'usage des Dames religieuses de la Présentation. In-folio sur vélin, 49 f., reliure de maroquin rouge aux armes et au chiffre d'Elisabeth-Marguerite-Armande Du Plessis de Richelieu, prieure des Bénédictines de la Présentation à Paris. Reliure reproduite par J. Guigard, dans son Nouvel Armorial du bibliophile t. I (1890), p. 196. Plain-chant noté. Manuscrit non signé, attribué à Rousselet dans Portalis 1897 p. 424 par la nature et la qualité de l'ornementation. Non localisé ; prov. Comte de Lignerolles, librairie Morgand. Cf. Lignerolles 1894 p. 38 n° 20.

#### Prières de la messe
Rousselet a écrit de nombreux volumes intitulés Prières de la messe, destinés à l'édification privée. Nous citons ci-dessous ceux qui sont localisés ou passés récemment en vente, avec leurs provenances quand elles sont connues :
- Prières durant la messe écrites par Rousselet (Paris, 1702). Manuscrit in-12°, titre et 38 f. calligraphiés en noir et en couleur, avec encadrements, vignettes et lettres à l'or avec deux miniatures à pleine page. Reliure en maroquin havane à la dentelle. Vente Christie's à Paris, le 15 mai 2007 : voir  ici.
- Prières durant la messe écrites par Rousselet (Paris, 1702). Manuscrit sur papier in-12°, titre et 38 f. calligraphiés en noir et en couleur, avec encadrements, vignettes et lettres à l'or avec deux miniatures à pleine page. Reliure en maroquin bleu nuit attribuée à Padeloup, et doublure de maroquin rouge. Écrit sur le même modèle que le manuscrit précédent. Passé en vente le 9 juin 2009 : voir ici.
- Prières de la messe (1725). Manuscrit enluminé en romain, encadrement à chaque page, décoré à l'or avec des fleurs et des enluminures de la Passion. Signé et daté par Rousselet. 165 x 105 mm, 45 f., reliure de Padeloup en maroquin citron au chiffre L. M. Offert par Louis XV à Marie Leszczyńska comme cadeau de noces. Vendu à Sotheby's le 2 décembre 2004 : voir ici et ici pour la reliure.
- Prières durant la messe. Écrites par Rousselet, à Rennes. Manuscrit sur papier, 41 f. avec six miniatures et initiales ornées. Reliure de Padeloup en maroquin citron à compartiments. Chantilly MC : Ms 111. Prov. Armand Cigongne (Cat. n° 35), duc d'Aumale.
- Prières de la messe. Manuscrit sur papier, 170x100 mm, 50 f., calligraphie en couleur, avec encadrements, culs-de-lampe et décorations florales à la gouache et à l'or. Plusieurs miniatures, dont une Crucifixion à pleine page. Reliure en carton couverte de maroquin noir à la dentelle. Attribué à Rousselet. Bibliothèque municipale de Besançon : Ms 161. Voir la notice ici.
- Prières de la messe. Manuscrit sur papier, 48 f., 173 x 109 mm, avec miniatures. New Haven (CN) YUL, Beinecke Library : Ms 464. Voir une description approfondie ici. Les miniatures sont attribuées à J. Restout. Prov. Armand Bertin, Ambroise Firmin-Didot (Cat. 1882 n° 25), William Augustus White (1843-1927), Ray Livingston Murphy. Acheté en 1954.
- Prières de la messe. Manuscrit sur papier, 60 f., 167 x 100 mm, avec miniatures. Philadelphie, University of Pennsylvania, Ms. Codex 2032. Prov. Augustus Frederick, Duc de Sussex, fils de George III; VI. H.h.13 dans son inventaire. Vendu aux enchères chez Messrs. Evans (Londres), 31 juillet-3 août 1844, lot 273. Collection Alexander Augustus Smets. Acquis par l'Université de Pennsylvanie chez Second Story Books (Washington, DC, et  Rockville, Maryland), 2019. Voir une description approfondie ici.
- Prières de la messe. Malibu (CA), J. Paul Getty Museum : Ludwig MS V.8. Prov. H.P. Kraus (Cat. 85 (1957), n° 102), coll. Ludwig (voir A. von Euw et J. M. Plotzek, Die Handschriften der Sammlung Ludwig (Cologne, 1979) vol. 1 p. 253-256 et pl. 166-169).
- Prières de la messe écrites par Rousselet à Paris. Vers 1725. Manuscrit sur papier de 42 f. 205 x 132 mm. Calligraphié en caractères romains et italiques. Illustré de deux miniatures à pleine page (le Mont des Oliviers, Crucifixion). Encadrements élaborés à chaque page, à l'or et agrémentés de rinceaux. Lettres ornées à l'or, culs-de-lampe. Reliure de maroquin noir de Trautz-Bauzonnet, avec doublure originale de maroquin rouge de Padeloup. Vente Sotheby's le 24 novembre 2010, à Paris : voir ici. Prov. Guyot de Villeneuve.
- Oraciones para la Missa. Escritos por Rousselet, a Paris. Manuscrit sur papier in-8°, 45 f., encadrements et lettres en or et couleurs, culs-de-lampe, plusieurs miniatures dont deux à pleine page (le Mont des Oliviers, Crucifixion). Chantilly MC : Ms 112. Prov. duc de Saint Aignan 1776, Lamy (Cat. 1807, n° 216), Charles Nodier (Cat. 1814, n° 14), collection Cigongne (Cat. n° 34), duc d'Aumale.
- Preces missæ scriptæ et ornatæ a Joanne Petro Rousselet MDCCXXIII. Manuscrit sur vélin, avec encadrements et enluminures. Bruxelles BR : don de M. Joseph Gielen (cf. Van den Gheyn 1906 p. 389-391). Il a appartenu aux princes de Windisch-Grätz, puis à Marie Leszczyńska. Sur ce manuscrit, voir Colbert de Beaulieu 1948.
- Prières de la messe et vêpres, ayant appartenu à Victoire Capet. Manuscrit sur papier de 74 f., 170 x 110 mm, signé Rousselet pinxit et scripsit. Paris BNF (Mss.) : Latin 10574. Reliure en maroquin bleu du XVIIIe siècle. Prov. Victoire de France, confiscation révolutionnaire en messidor An V.
- Prières de la messe. Ms. sur papier, signé, c. 1700-1725, 37-(2) f. avec des miniatures gouachées et dorées. London V&A Museum : inv. MSL/1950/1340. Cf. Portalis 1897 p. 428 et Watson 2011 vol. III n° 189.
- Pratique de la préparation à la mort. Entre 1710-1715. 12°. Manuscrit finement calligraphié attribuable à Rousselet. Titre en rouge, bleu et or dans un encadrement au lavis, bandeau, cul-de- lampe, lettrines dorées, texte dans un double encadrement de filet noir. Reliure en maroquin noir avec ornements dorés, doublure et gardes de papier d’Augsbourg, tranches dorées. Vente à Paris, 2015.
- Prières pour la confession et communion, écrites par Rousselet à Paris. [Début du XVIIIe siècle]. In-8 (176 x 118 mm), [55] f., texte en gros caractères romains, titre dans un encadrement décoratif rehaussés de lavis gris, reliure en maroquin janséniste. Vente Binoche et Giquello, 11 mai 2016, Hôtel Drouot, lot 139.